# هاربورو مگنا
هاربورو مگنا (به انگلیسی: Harborough Magna) یک روستا و محله مدنی در بریتانیا است که در Rugby واقع شده‌است. هاربورو مگنا ۵۰۲ نفر جمعیت دارد.